# Stanowice (Świdnica)
Pour les articles homonymes, voir Stanowice.
Stanowice est une localité polonaise de la gmina de Strzegom, située dans le powiat de Świdnica en voïvodie de Basse-Silésie.

## Histoire
De 1742 à 1932, Stanowitz fait partie de l'arrondissement de Striegau dans le district de Breslau au sein de la province de Silésie.